# USS San Antonio (LPD-17)
El USS San Antonio (LPD-17) es un buque del tipo amphibious transport dock líder de su clase. Sirve en la Armada de los Estados Unidos desde 2006.

## Construcción
Fue ordenado el 8 de abril de 1997. Su construcción fue llevada a cabo por Northrop Grumman Ship Systems en Nueva Orleans, Luisiana. La obra inició con la puesta de quilla el 9 de diciembre del año 2000. Fue botado el 12 de julio de 2003 y entregado a la flota el 14 de enero de 2006.

## Historia de servicio

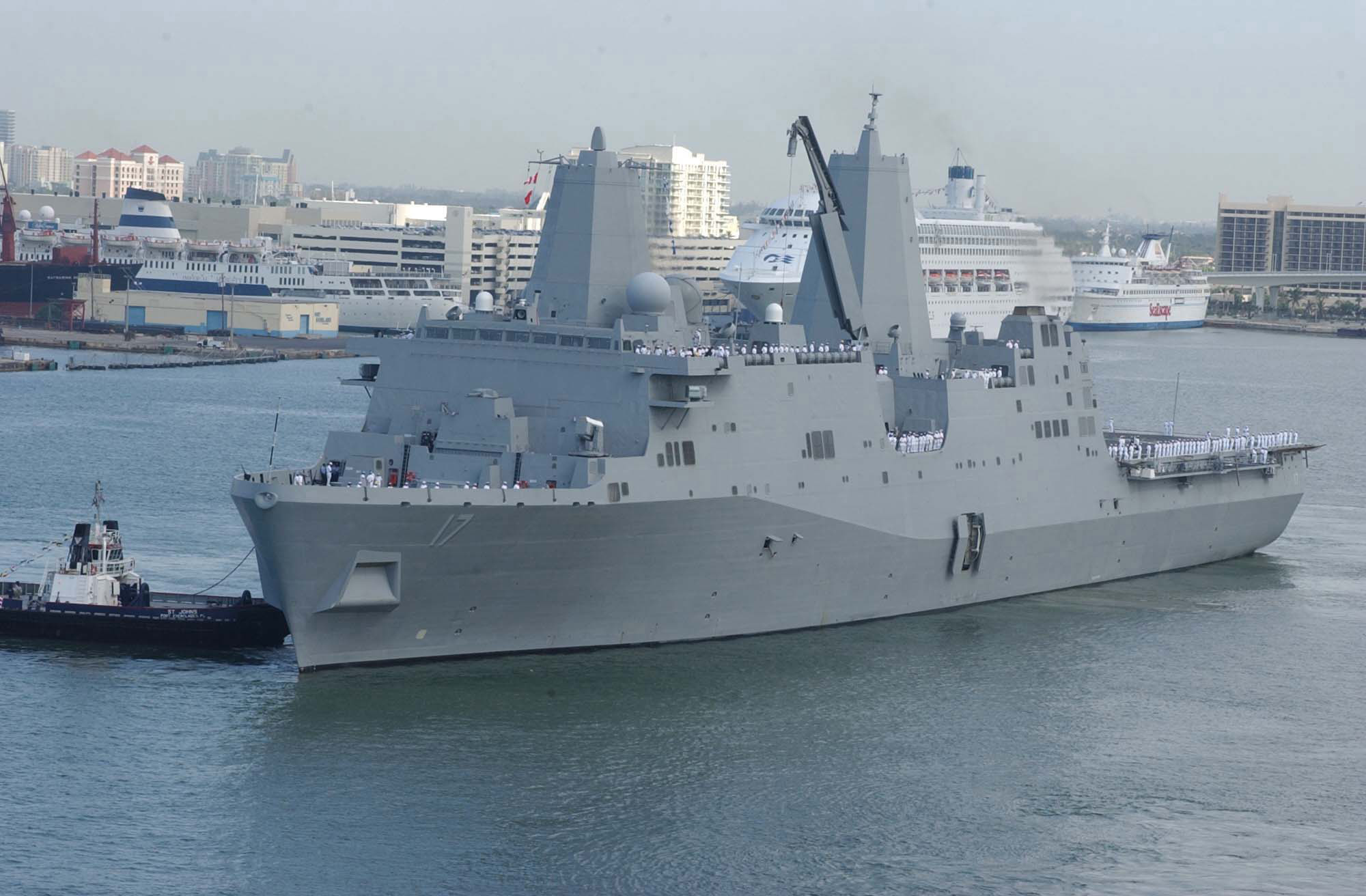
Vista de proa de babor del USS San Antonio, año 2006.

En 2016 el USS San Antonio viajó al mar Mediterráneo para sustituir al USS Wasp, que llevaba a cabo la Operación Odyssey Lightining (Libia) contra el ISIS.

## Nombre
Su nombre USS San Antonio fue puesto en honor a San Antonio, Texas.